# Ilypnus gilberti
Ilypnus gilberti é uma espécie de peixe da família Gobiidae e da ordem Perciformes.

## Morfologia
- Os machos podem atingir 6,4 cm de comprimento total.[5][6]

## Reprodução
É ovíparo e os machos protegem os ovos.

## Habitat
É um peixe marítimo, de clima subtropical e demersal.

## Distribuição geográfica
É encontrado no Oceano Pacífico oriental: desde a Baia de Tomales (Norte de Califórnia, os Estados Unidos da América) até ao Sul da Baixa Califórnia (México), incluindo o Golfo da Califórnia.

## Observações
É inofensivo para os humanos.